# Lorenzo Minotti
Lorenzo Minotti (8. únor 1967, Cesena, Itálie) je bývalý italský fotbalový obránce a sportovní ředitel.
S fotbalem začal v rodném městě v místním klubu Cesena. První zápasy mezi dospělými odehrál ve druhé lize v roce 1986. V listopadu 1987 odešel nejprve na hostování a od roku 1989 na přestup do Parmy a tady zůstal do roku 1996. Za 10 sezon odehrál celkem 355 utkání a vstřelil 35 branek. Získal 4 trofeje: Italský pohár (1991/92), pohár PVP (1992/93) a pohár UEFA (1994/95) a také Superpohár UEFA 1993. Nejblíže k titulu v lize měl v sezoně 1994/95, když skončil na 3. místě o 10 bodů za Juventusem.
Po odchodu z Parmy v roce 1996 zamířil do Cagliari. Po jedné odehrané sezoně odešel do druholigového Turína a v roce 2001 ukončil kariéru v Trevisu.
Za reprezentaci odehrál 8 utkání. První utkání odehrál 16. února 1994 proti Francii (0:1). Byl nominován na MS 1994, ale neodehrál zde žádné utkání. I tak má stříbrnou medaili.
Po ukončení fotbalové kariéry, působil v letech 2002 až 2004 a také 2015 až 2016 v Parmě jako sportovní ředitel. Poté pracoval několik let v Ceseně a od roku 2014 je sportovním komentátorem Sky Sport.

## Hráčská statistika
| Sezóna  | Klub     | Liga    | Liga   | Liga | Ligové poháry | Ligové poháry | Ligové poháry | Kontinentální poháry | Kontinentální poháry | Kontinentální poháry | Celkem | Celkem |
| Sezóna  | Klub     | Soutěž  | Zápasy | Góly | Soutěž        | Zápasy        | Góly          | Soutěž               | Zápasy               | Góly                 | Zápasy | Góly   |
| ------- | -------- | ------- | ------ | ---- | ------------- | ------------- | ------------- | -------------------- | -------------------- | -------------------- | ------ | ------ |
| 1986/87 | Cesena   | Serie B | 14     | 0    | -             | 0             | 0             | -                    | 0                    | 0                    | 14     | 0      |
| 1987    | Cesena   | Serie A | 0      | 0    | -             | 0             | 0             | -                    | 0                    | 0                    | 0      | 0      |
| 1987/88 | Parma    | Serie B | 27     | 1    | IP            | 2             | 0             | -                    | 0                    | 0                    | 29     | 1      |
| 1988/89 | Parma    | Serie B | 36     | 7    | IP            | 3             | 0             | -                    | 0                    | 0                    | 39     | 7      |
| 1989/90 | Parma    | Serie B | 34     | 2    | IP            | 1             | 0             | -                    | 0                    | 0                    | 35     | 2      |
| 1990/91 | Parma    | Serie A | 33     | 4    | IP            | 2             | 0             | -                    | 0                    | 0                    | 35     | 4      |
| 1991/92 | Parma    | Serie A | 33     | 4    | IP            | 10            | 1             | UEFA                 | 2                    | 0                    | 45     | 5      |
| 1992/93 | Parma    | Serie A | 33     | 3    | IP+IS         | 6+1           | 2+0           | PVP                  | 9                    | 1                    | 49     | 6      |
| 1993/94 | Parma    | Serie A | 33     | 4    | IP            | 7             | 0             | PVP+ES               | 7+2                  | 1+0                  | 49     | 5      |
| 1994/95 | Parma    | Serie A | 33     | 2    | IP            | 10            | 1             | UEFA                 | 11                   | 2                    | 54     | 5      |
| 1995/96 | Parma    | Serie A | 18     | 0    | IP+IS         | 1+0           | 0             | PVP                  | 1                    | 0                    | 20     | 0      |
| 1996    | Parma    | Serie A | 0      | 0    | IP            | 0             | 0             | UEFA                 | 0                    | 0                    | 0      | 0      |
| 1996/97 | Cagliari | Serie A | 18     | 2    | IP            | 0             | 0             | -                    | 0                    | 0                    | 18     | 2      |
| 1997/98 | Turín    | Serie B | 4      | 0    | IP            | 3             | 0             | -                    | 0                    | 0                    | 7      | 0      |
| 1998/99 | Turín    | Serie B | 2      | 0    | IP            | 0             | 0             | -                    | 0                    | 0                    | 2      | 0      |
| 1999/00 | Turín    | Serie A | 1      | 0    | IP            | 0             | 0             | -                    | 0                    | 0                    | 1      | 0      |
| 2000/01 | Treviso  | Serie B | 28     | 3    | IP            | 0             | 0             | -                    | 0                    | 0                    | 28     | 3      |
| Celkem  | Celkem   | Celkem  | 347    | 32   | -             | 46            | 1             | -                    | 32                   | 4                    | 425    | 37     |

## Úspěchy

### Klubové
- 1× vítěz italského poháru (1991/92)
- 1× vítěz poháru PVP (1992/93)
- 1× vítěz poháru UEFA (1994/95)
- 1× vítěz evropského superpoháru (1993)

### Reprezentační
- 1× na MS (1994 – stříbro)